# Manuel Rego
Manuel Rego fue un pianista argentino nacido el 7 de octubre de 1934 en la ciudad de Buenos Aires en el seno de una familia de inmigrantes gallegos dedicados al comercio de alimentos. Falleció el 19 de agosto de 2007, a sus 72 años en Mar del Plata.

## Biografía
De niño se trasladó con su familia a Mar del Plata, donde comenzó sus estudios musicales, para luego continuarlos en Buenos Aires con el Maestro peruano Gregorio Caro.
Se desconoce casi todo sobre la formación de este maestro si el Maestro, pero es seguro éste que fuera compañero de Claudio Arrau en algún tramo de sus estudios, siendo siempre buenos amigos y compartiendo las mismas ideas sobre técnica y concepto musical.
El primer contacto de Rego con Caro habría sido en Mar del Plata, donde lo vio tocar en un hotel cercano a su casa. Rego decía que el Maestro peruano no era un pianista solvente y que tenía grandes problemas de seguridad, pero que le había interesado el tipo de sonoridad que lograba en el piano, así es que a los 16 años decidió estudiar con él. Esta etapa duró alrededor de 6 años.
En ese momento Caro estaba radicado en Buenos Aires, pero gracias al gran nivel y la enorme facilidad que ya el joven Rego poseía, solamente se frecuentaban una vez por mes. Al comienzo, el estudio de esta nueva técnica le fue laborioso, pero ante tal circunstancia Caro respondía que era natural que el nuevo enfoque tardara un poco en asentarse.
La escuela previa de Rego era la italiana con la cual había trabajado sonatas de Clementi, Mozart y Beethoven; estos estudios previos le habían dado los rudimentos pianísticos necesarios. Es así que con la fusión de estas dos escuelas, a los 20 años alcanzó su madurez técnica.
Luego de estudiar con Caro lo hizo durante un año con Arrau, hecho que no figura en su currículum porque él consideraba que el estudio no había sido profundo. Tal vez el problema fue que Rego no compartía algún punto de vista técnico que Arrau tenía, pero si lo valoraba mucho desde el punto de vista musical. Esta inconveniencia terminó distanciando al maestro del alumno, no obstante lo cual Arrau siempre demostró su aprecio por Rego. Aproximadamente a partir de los 25 años se transformó en autodidacta.

¨Mirá che, yo toco como me resulta más cómodo. ¡A mí que no me vengan a decir que ponga los dedos cortados y que relaje la espalda!"..
Diario La Nación, miércoles 22 de agosto de 2007.

En 1956 (22 años de edad), debutó en la Capital del país interpretando el Segundo Concierto para piano y orquesta en la mayor de Franz Liszt, junto a la Orquesta Sinfónica Juvenil de Radio Nacional bajo la batuta de Pedro Ignacio Calderón. Al año siguiente fue convocado por el compositor y director de orquesta Juan José Castro, para dirigirlo en su primera presentación en el Teatro Colon de Buenos Aires junto a la Orquesta Sinfónica Nacional, interpretando el Concierto N.º 3 para piano y orquesta del compositor ruso Serguéi Prokófiev, logrando así un aclamado éxito en el círculo musical. Por la elección de estas dos obras uno nota que los elementos técnicos y musicales que tenía eran de gran soltura.
Es importante señalar también que en un principio Rego buscó el piano como medio para ser compositor y aunque luego abandono este proyecto, quizás ese enfoque hizo que su técnica estuviese muy ligada a la íntima estructura de cada una de las obras.
Su debut europeo fue en 1965 en la sala Pleyel de París, seguido por recitales en el Teatro Marquina de Madrid, Sala Cortot de París, Wigmore Hall de Londres, Concertgebow de Ámsterdam y Pulchri Concertgebow de La Haya. Con esta gira logró el reconocimiento de Le Parisien, Le Figaro y London Times, entre otras renombradas publicaciones. Sus giras continuaron con éxito por los más importantes países latinoamericanos, Estados Unidos de Norteamérica y Japón.
Como docente fue uno de los fundadores del Conservatorio de Mar del Plata, donde no se limitó a la enseñanza de piano sino de la música como un todo, tal vez un poco a la manera de Alberto Williams. También enseñó de manera particular, pero solo a muy pocos alumnos, entre ellos al compositor argentino Ezequiel Viñao.

### Carrera Pianística
Rego realizó una carrera manejada por la calidad. No siguió los estándares impuestos por los años 60 y 70 de consumismo, que instaban a ganar concursos y la realización de largas giras agotadoras; en vez de esto prefirió llegar a una madurez pianística y artística.
Su carrera no fue fácil. Después de su debut en el Teatro Colon tardo siete años en volver al mismo escenario, y en esta segunda oportunidad lo hizo con el Concierto n.º 1 de Chaikovski para piano y orquesta.

### Obras concertantes para piano y orquesta
En su primera etapa representó obras de alto virtuosismo (aunque es curioso que haya evitado los conciertos del primer romanticismo, Chopin, Schumann, Mendelssohn), y luego fue paulatinamente ampliando su repertorio incluyendo obras basadas en efectos de sutiles sonoridades de empaste con la orquestas, como Noche en los Jardines de España de Manuel De Falla o Las Variaciones Sinfónicas de Cesar Franck, y obras clásicas, como los Conciertos 23 y 24 de Mozart. Es probablemente que esto se deba a su personalidad expansiva, que lo llevaban a sentirse más cómodo en obras de gran sonoridad. A Rego le gustaba mucho el repertorio de piano y orquesta, y es así que llegó a tener un inmenso repertorio que abarcaba 36 de esas obras y era solicitado permanentemente por los mejores directores, debido a sus conocimientos de orquestación, ductilidad estilística, ritmo exactísimo. Esto contribuía a realizar versiones memorables.

“La solvencia musical que Rego tenía hacía que las variaciones de Dohnanyi, (op.25) una obra recreativa, adquirieran un carácter rapsódico, salvaje lleno de colores orquestales. Rego sabía jugar muy bien con la tímbrica del teclado”.
Entrevista realizada a Antonio Formaro.

En su primera etapa se manejó con los conciertos 1 y 2 de Liszt y el segundo concierto de Rajmáninov, que en esa época, aunque parezca mentira, no era muy tocado en Argentina.
Quizás su mayor éxito fue con el Segundo concierto para piano y orquesta de Brahms, que derivó en incontables invitaciones de orquestas de todo el país, y el exterior, y ya en los años 70 fue el pianista que contó con mayor cantidad de actuaciones junto a la Sinfónica Nacional y la Filarmónica de Buenos Aires, récord que mantiene hoy en día.
En los años 70 se presentó cada vez más solvente con los conciertos 4.º y 5.º (Emperador) de Beethoven, la Konzertstück de Weber, el 4.º Concierto de C. Saint-Saëns y la Burlesca de Strauss.
También es recordada su brillante ejecución de Rapsodia sobre un tema de Paganini, de Rajmáninov y la Rapsody in Blue de Gershwin.
Hacia los últimos veinte años de su carrera fue agregando obras más breves, como el Concierto en re mayor de Haydn o la Rapsodia Sinfónica de Turina, y mantuvo los dos conciertos de Brahms el 5.º de Beethoven, el 4.º de Saint-Saëns y el Concierto de Kachaturian como obras de gran porte.

### Repertorio solista
Rego tuvo un amplio repertorio solista que incluía obras de todos los periodos y estilos musicales. Fue el primero en incorporar al círculo comercial de Buenos Aires las sonatas de Clementi (Investigación que luego fue continuada por Aldo Antognazzi) y el que tuvo la visión y la ambición de grabar.
Entre sus primeras grabaciones se encuentran tres obras de Haydn, la sonata en mi bemol mayor, la sonata en re mayor y el andante con variaciones en fa menor (infortunadamente la grabación se ha perdido).
Sin duda alguna una de sus más importantes grabaciones fue la de las Romanzas sin palabras de Félix Mendelssohn (que contiene una selección y ordenamiento de las romanzas realizado por el mismo Rego), que le concedieron una amplia reputación a nivel internacional. Dicha grabación posee una gran calidad interpretativa desde el punto de vista fraseológico y tímbrico, pero la técnica de grabación no fue la más adecuada. Es muy posible que Rego no se haya sentido a gusto con la colocación de los micrófonos y la preparación de la sala, pero es sin duda una de sus grabaciones más comentadas.
También se encuentran grabadas dos obras importantes de Schumann (Kreisleriana op. 16 y las Piezas de fantasía op.12) de gran categoría, obras de compositores argentinos como Sáenz, del francés Poulenc, el ciclo de Preludios op. 11 de Scriabin, sonatas de Clementi y Galuppi, sonatas de Mozart, y al final de su carrera grabó un disco de tangos.

### Quinteto Rego
Merece mención especial su gran amor y disposición para la música de cámara.
En un principio se desenvolvió dentro del repertorio para canto y piano, y en 1960 formó un trío en Mar del Plata. Formó también dúo con Brunilda Gianneo, estrenando el Concierto de Chausson Op. 21, para piano, violín y cuarteto de cuerdas.
Este fervor por la música de cámara lo llevó en 1981 a fundar el Quinteto Municipal de Mar del Plata (Quinteto Rego), integrado por Mario Morelli y Aarón Kemelmajer en violines, Roberto Calomarde en la viola, Hugo Tagliavini en el chelo y él mismo como pianista y director.
Esta agrupación dio conciertos en Argentina, Chile, Brasil y España. Durante 1995 fue elegido por la Cancillería Argentina para realizar una gira europea que abarcó Inglaterra, Italia, España, Bulgaria, Polonia, Grecia y Luxemburgo.
El quinteto Rego realizó importantes actuaciones y grabaciones, hasta el año de su lamentable disolución, causada por una desafortunada gestión del gobierno de la municipalidad de Gral. Pueyrredón (Mar del Plata) durante el período 2001, que no comprendió que la representatividad de Rego y su grupo engalanaban la presencia de Mar del Plata en el país y el mundo. Esto afectó profundamente al artista.
El Quinteto Rego contaba con amplio repertorio, entre los que se encuentran las estaciones porteñas de Piazzolla, y los Quintetos de Schumann, Brahms, Franck, Faure, Bloch, Dvorak, Ernst von Dohnanyi, Elgar, etc.
Sus grandes aptitudes como pianista de cámara lo llevaron a tocar junto a grandes figuras internacionales, tales como con el violinista Rafael González, la chelista Christine Walewska y el cuarteto de Cuerdas de la Filarmónica de Berlín.

### Fama y relación con otros músicos
Rego logró colocarse en la primera línea de los pianistas latinoamericanos y ser respetado y admirado por figuras como Martha Argerich o Gerardo Gandini. Ya en 1980, Jorge D'Urbano, lo consideraba el mejor pianista argentino, en su libro Vademecum musical argentino (1981). También contó con el aprecio y la amistad de Horacio Salgán, Astor Piazzolla y otros músicos populares, siendo casi obligada la visita a su casa en Mar del Plata en cada verano en esa ciudad. Recibió reconocimientos y premios en numerosos países, entre ellos, recibió 3 Premios Konex en 1989, 1999 y 2009 (este último post mortem) como mejor pianista de la década, por lo que según la Fundación Konex estuvo entre los mejores durante 30 años consecutivos.
Al año de su fallecimiento sus alumnos y amigos realizaron un emotivo homenaje el Teatro Colón de Mar del Plata.

### Influencias
En lo que respecta a sus gustos estéticos, se destacan diversos pianistas tales como: Rubinstein, Horowitz, Arrau, el Richter inicial.
En cuanto a la sonoridad, le gustaba Cortot y los pianistas pertenecientes a la antigua escuela rusa como Sofronitisky y Moisevitch. También gustaba de las escuelas más latinas por la gran soltura, elegancia de toque y facilidad. Los exponentes de esta escuela fueron Pugno y Alicia de la Rocha.
Esto nos habla de una personalidad que buscaba la perfección sonora y técnica; en resumen dos enfoques: rigor y gran soltura de ejecución, pero no el virtuosismo mecánico, Rego eso nunca lo compartió y prefirió mantener la línea de los antiguos pianistas.

## La Técnica
Rego tenía un método de una enorme claridad y de muy pocos principios técnicos. El recurso básico era la comodidad, consiguiendo un sonido perlado, lleno, importante pero a su vez no agresivo. Ese sonido le valió un prestigio incalculable., y en 1980, Jorge dÚrbano, lo consideraba el mejor pianista argentino, en su Vademécum musical (1981) Tales objetivos, unidos a la comodidad física, es una tarea no sencilla. La comodidad del pianista hace que a veces toque con soltura, pero el resultado sonoro es inadecuado no el estéticamente correcto. Rego no compartía ni criterios de velocidad de ataque ni de percusión pianística, siempre hablaba de amplitud sonora.
Él siempre insistía en que cada periodo estilístico tenía su sonoridad específica, criterio no compartido con otras escuelas como la Italiana o la netamente Alemana. Era un estilista, y esto hacia que él fuese modificando ciertos aspectos de la técnica según la obra, pero siempre primaba el principio básico de la comodidad física.
En segundo lugar Rego hablaba de lograr la belleza del sonido, el volumen sonoro y como última etapa el virtuosismo (no fundamental pero necesario para el pianista profesional).

### Los dedos y la posición de la mano
Los pasajes de dedos se regían bajo dos normas fundamentales: la claridad absoluta de toque y la rigurosidad rítmica. Si un pasaje de dedos carece de impulso rítmico le hacía perder calidad al toque. La técnica era primordial y debía estar muy desarrollada.
Rego aconsejaba una posición de la mano bastante alta, con los dedos curvos hacia abajo y con el quinto dedo (dedo meñique) bien curvado, la mano redonda y bastante adentro del teclado. La punta del dedo aparece cuánto más cerrada es la posición (más cerrada, más punta, más rápido más punta, más lento más yema).
Los dedos se deben mover sin ningún tipo de presión, como si se estuviesen en el aire a gran velocidad, y con una gran nitidez. El movimiento del dedo nace desde el nudillo, éste es el que genera la movilidad.
Rego utilizaba dos tipos de articulación. Una más clásica (limitaba el clasicismo desde Haydn y Clementi hasta las primeras obras de Beethoven), que consiste en el escape de la falange inferior rápidamente hacia la palma de la mano como si se estuviese sacando del teclado, no exactamente percutiendo sino tañendo a toda velocidad, con la punta bien curva y sacándola inmediatamente del teclado.
Esto permite tocar a gran velocidad pero nunca con un sonido estruendoso. Esta técnica sirve para imitar el antiguo sonido del Piano-Forte.
Por otro lado, el segundo tipo de toque “Lisztiano” (como él lo llamaba), permite una gran potencia sonora. Básicamente es la misma técnica pero dejando el dedo en la misma posición de mano y utilizando mucho la acción interdigital con más peso en los dedos, con un mayor movimiento y un cierto impulso de peso de la propia musculatura de los dedos.
En ese instante en el que el dedo se queda un poco más en la tecla se genera una mayor sonoridad. Como se ha explicado anteriormente, el escape saca el dedo antes de la tecla: es como un rasguido. Este tipo de toque se adecua más para los posrománticos; para los compositores del primer romanticismo como Chopin, Schubert, Mendelssohn y Schumann, Rego utilizaba una mezcla entre estas dos técnicas. Los toques de dedos nunca actúan sin una rotación de muñeca.

### La muñeca y el brazo
Los impulsos agógicos de la música están acompañados de la técnica de la muñeca. En Rego esta técnica consiste en que la muñeca esté completamente blanda pero móvil, una movilidad de rotación, de circunferencia que acompaña los impulsos de las frases lentas, rápidas o de cualquier tipo. Este movimiento es para mantener la muñeca relajada pero los dedos con tono muscular, cosa que era fundamental en su técnica, también la tonicidad de la mano pero sobre todo la de los dedos, la muñeca nunca se debe trabar ya que esto endurece los tendones.
La flexibilidad de la muñeca permite que el codo este libre, ya que de esta forma actúa como trasmisor directo del peso del omoplato, el brazo superior, hombro, etc. sobre el dedo. Es decir que mientras la muñeca rota y el codo está libre, permite que el peso se traslade directamente. Naturalmente estos efectos se notan más en los acordes, octavas y pasajes legatos, pero en los pasajes rápidos también se debe hacer esto. En los pasajes de gran velocidad, aunque no se vea, también está la acción de la muñeca y la movilidad del codo hacia fuera; para lograrlo hay que ir trabajándolos de lento a rápido y siempre teniendo en cuenta el sentido musical del pasaje.
En cuanto a la posición de los brazos y codos estos se mantienen despegados del cuerpo, más o menos según el pasaje, pero nunca pegados al tronco, ya que eso produce una gran tensión en la musculatura de la espalda y se traduce directamente en un sonido áspero e indeseado.

### La Traslación
Un aspecto muy interesante de la técnica de Rego es la traslación, en donde se usa todo el cuerpo para poder hacer saltos. Cuánto más exigido es el pasaje (en lo que respecta a saltos en el teclado dados por el virtuosismo), se aconseja la cercanía total de la mano al teclado, que los dedos casi rocen la madera de la tapa del piano, porque en ese lugar jamás se producirá un fortissimo inadecuado a la idea musical. Este tipo de saltos se ven desde Chopin en adelante, y allí uno corrobora que la mano lejos del teclado, además de provocar errores y pifies, genera sonidos feos, muy duros.
Con la ayuda del cuerpo, sobre todo del brazo, se va saltando, mientras las manos rozan el teclado y casi por digitación de legato se acomodan en el acorde siguiente.

### La mano apaisada
Esta técnica se utiliza más que nada en el legato y en los pasajes que no son de una gran velocidad (de moderado a lento). En ella, los dedos no se mueven exageradamente, y el movimiento también se genera desde el nudillo (como se ha explicado previamente), pero las tres falanges del dedo se transforman casi en una y la yema roza las teclas, generándose así una sonoridad absolutamente aterciopelada, de órgano o de clarinete (Rego ejemplificaba este recurso con el final de la sonata en la bemol mayor de Webber o con el concierto n.º 1 de Brahms).
Para lograrlo, no hay que forzar el antebrazo, sino generar una sensación similar al hundimiento de la yema de los dedos en un terciopelo o en un algodón. Naturalmente el sonido se achica pero se redondea mucho más. No hace falta aclarar que se trata de una técnica de extremada dificultad.